# یواس‌اس فیسک (دی‌دی-۸۴۲)
یواس‌اس فیسک (دی‌دی-۸۴۲) (به انگلیسی: USS Fiske (DD-842)) یک کشتی بود که طول آن ۳۹۰ فوت ۶ اینچ (۱۱۹٫۰۲ متر) بود. این کشتی در سال ۱۹۴۵ ساخته شد.